# Crucea (Suceava)
Crucea is een Roemeense gemeente in het district Suceava.
Crucea telt 2122 inwoners.